# Battaglia del Passo di Tirad
La battaglia del Passo di Tirad (in filippino Laban Sa Pasong Tirad), nota anche come battaglia delle termopili filippina, si svolse nel corso della guerra filippino-americana nell'omonima località tra le forze statunitensi al comando del generale Peyton C. March e le truppe filippine al comando del generale Gregorio del Pilar.
Lo scontro, avvenuto il 2 dicembre 1899, vide la piccola armata filippina di 60 uomini soccombere alle forze nemiche composte da centinaia di soldati, per lo più membri del 33º reggimento fanteria degli Stati Uniti. La battaglia durò cinque ore ed un tradimento da parte di una spia locale permise agli statunitensi di localizzare ed uccidere il generale Del Pilar nelle ultime fasi della battaglia. Ciò nonostante, la resistenza filippina si rivelò solamente un'azione per temporeggiare e coprire il ritiro del generale-presidente Emilio Aguinaldo, rifugiatosi nella parte settentrionale del paese. Quest'ultimo venne infine catturato dalle truppe statunitensi il 23 marzo 1901.